# میرزا حسن ادیب
میرزا حسن ادیب‌العلماء (۱۸۴۸–۱۹۱۹) معروف به میرزا حسن یا ادیب، یکی از حواریون بهاءالله، بنیان‌گذار دیانت بهائی و از ایادیان امرالله بود.

## پیشینه
میرزا حسن در سپتامبر ۱۸۴۸ در طالقان به دنیا آمد. پدرش از روحانیون برجسته بود و میرزا حسن در تهران و مشهد تحصیلات دینی را گذراند. او امام جمعه و یکی از معلمان دارالفنون (اولین دانشکدهٔ فنی ایران که توسط شاه تأسیس شد) بود و در آنجا لقب ادیب‌العلماء گرفت. وی در سال ۱۸۷۴ به استخدام شاهزادهٔ قاجار، اعتضاد‌السلطنه درآمد و نقشی کلیدی در تألیف «نامهٔ دانشوران ناصری»، اولین دانشنامهٔ مدرن فارسی، ایفا نمود.

## گرویدن به دیانت بهائی
شیخ هادی نجم‌آبادی، دوست صمیمی میرزا حسن ادیب، شباهت دیدگاه‌های او با بهائیان را به او متذکر شد و از این رو او را به تحقیق در مورد آیین بهائی ترغیب نمود. وی در حدود سال ۱۸۸۹ پس از گفت‌وگو با ملا محمد نبیل اکبر بهائی شد و اندکی بعد از سوی بهاءالله به عنوان یکی از چهار ایادی امرالله منصوب شد. او پس از گرویدن به دیانت بهائی، از کار خود اخراج شد.

## خدمات و سال‌های پایانی
میرزا حسن ادیب در زمان عبدالبهاء در جلساتی شرکت کرد که بعدها به محفل روحانی مرکزی تهران و محفل روحانی ملی ایران تبدیل شد. وی ریاست این محفل را بر عهده داشت. او همچنین نقش مهمی در تأسیس مدرسهٔ بهائی تربیت در تهران در سال ۱۸۹۹ میلادی و ادارهٔ آن ایفا نمود. در سال ۱۹۰۳ به اصفهان سفر کرد و مدت کوتاهی در آنجا به زندان افتاد. از آنجا به آباده، شیراز، بمبئی و در نهایت به عکا رفت. در عکا عبدالبهاء به او دستور داد که با یک بهائی آمریکایی به هند و برمه سفر کند تا به گسترش دیانت بهائی در آن مناطق کمک کند. وی پس از سفر هند و برمه به تهران بازگشت و در سپتامبر ۱۹۱۹ در آنجا درگذشت.
میرزا حسن ادیب مؤلف چندین کتاب، از جمله یک استدلالیه در اثبات آئین بهائی، یک زندگینامه، و مقدار زیادی اشعار بود. او همچنین یکی از چهار نفری بود که در تألیف دانشنامه «نامهٔ دانشوران ناصری» همکاری کرد. گرویدن وی به آئین بهائی باعث شد او بلافاصله پس از انتشار جلد اول دانشنامه و پس از درگذشت اعتضادالسلطنه در سپتامبر ۱۸۷۸ از سِمَت خود برکنار شود.